# Myrmeleon insertus
Myrmeleon insertus är en insektsart som beskrevs av Hagen 1861. Myrmeleon insertus ingår i släktet Myrmeleon och familjen myrlejonsländor. Inga underarter finns listade i Catalogue of Life.